# Oude stedelijke begraafplaats
De oude stedelijke begraafplaats is een begraafplaats in het centrum van de Belgische stad Roeselare. Kenmerkend zijn de rechtlijnige dreven en wegen. Als gevolg van de rijke beplanting krijgt de oude stedelijke begraafplaats ook vaak de benaming park. Een van de dreven is genoemd naar de Franse soldaat Ferdinand le Hétet die als held sneuvelde op 19 oktober 1914.
Op deze begraafplaats kan men allerlei graven aantreffen. Zo zijn er naast de burgerlijke graven ook de militaire begraafplaatsen waar de gesneuvelde burgers en militairen uit de Eerste en de Tweede Wereldoorlog werden begraven. Daarnaast zijn er ook grafzerken van priesters en perken met graven van kloosterordes terug te vinden. Bovendien zijn er ook talloze grafkapellen van Nieuwmarkters.

## Geschiedenis
De Oostenrijkse keizer Jozef II vaardigde in 1784 een decreet uit dat het begraven in kerken voortaan verbood. Later zou keizer Napoleon I het decreet uitbreiden. Ook rond de kerk was begraven niet langer toegestaan. Begin negentiende eeuw kocht het stadsbestuur van Roeselare een perceel grond in de Groenestraat om er een begraafplaats aan te leggen. Uiteindelijk zou de begraafplaats decennia later uitbreiden richting de Blekerijstraat.

## Bekende personen
- Alfons Blomme, schilder
- Karel Dubois, stichter KSA
- Albrecht Rodenbach, dichter

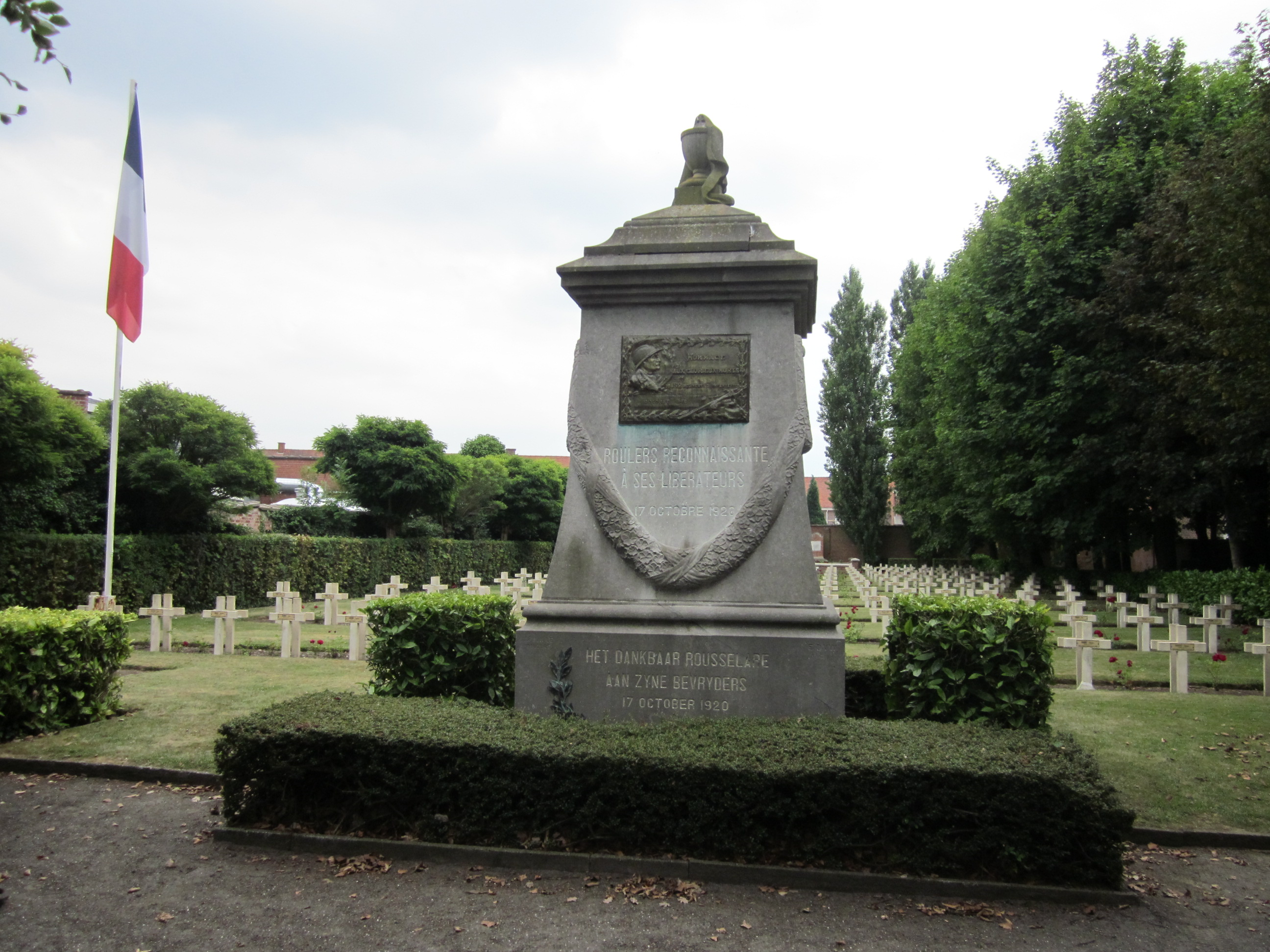
Oorlogsmonument en Franse graven
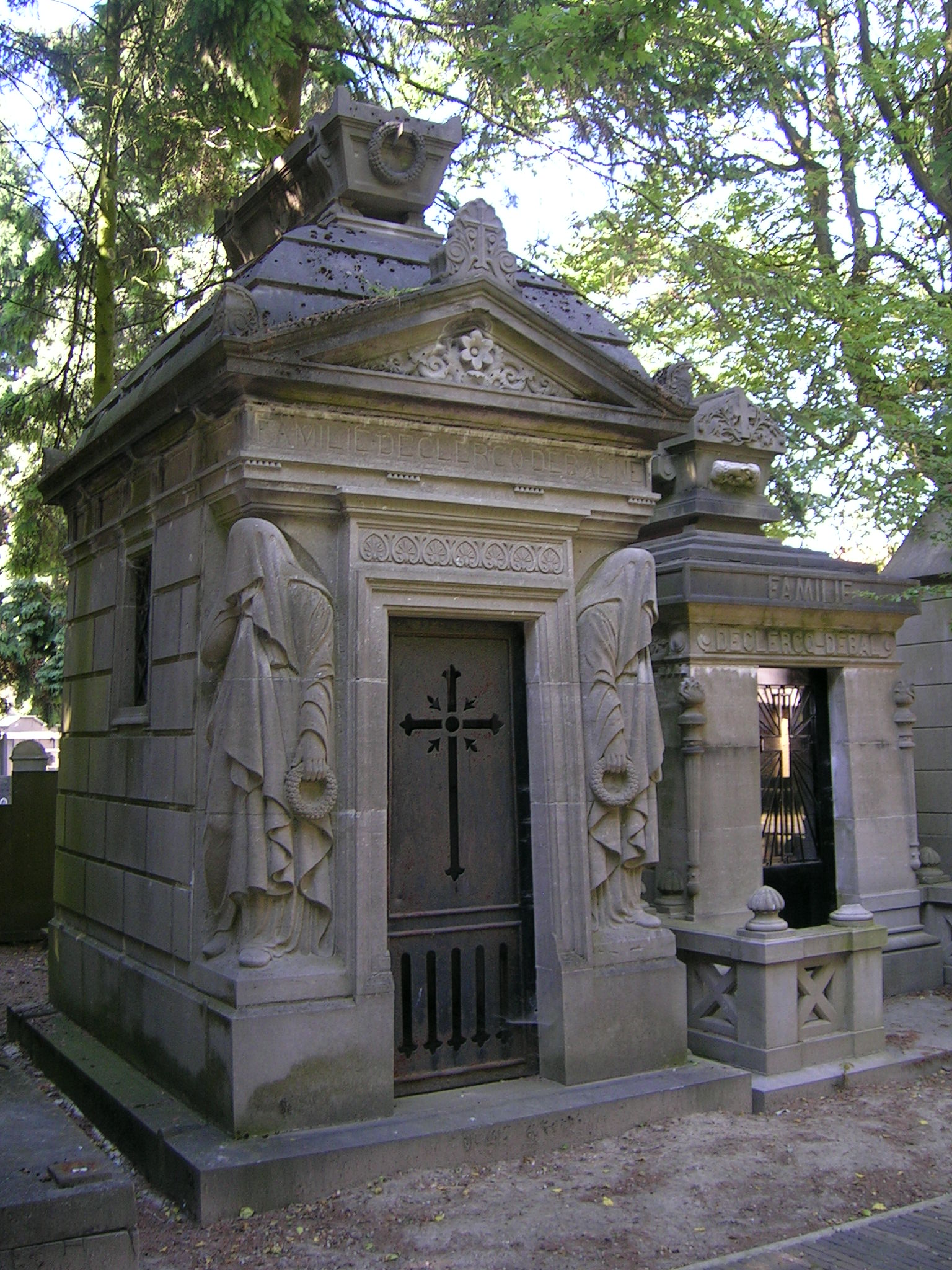
Grafkapel
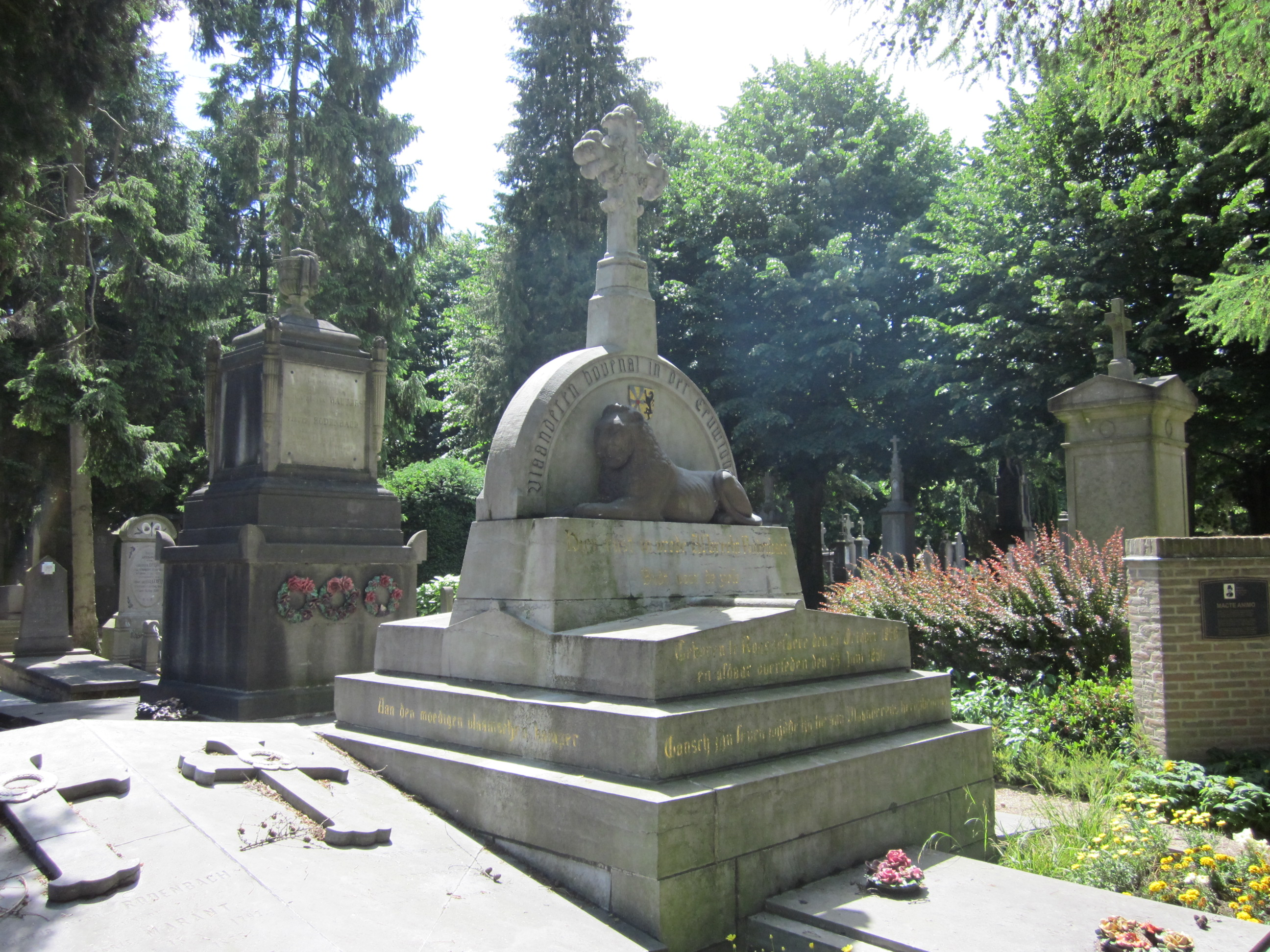
Graf van Albrecht Rodenbach

De begraafplaats staat sinds 2009 op de Inventaris van het bouwkundig Erfgoed.

## Oorlogsgraven
Vanaf de hoofdingang aan Blekerijstraat loopt de Ferdinand Le Hetetdreef dwars over de begraafplaats tot aan de Westlaan. Aan het begin van deze dreef liggen aan beide zijden militaire perken met graven van slachtoffers uit beide wereldoorlogen. In de stad waren verschillende Duitse lazaretten gelegerd waar gewonde en krijgsgevangen militairen van de verschillende legers werden verzorgd. Degene die overleden werden op de begraafplaats begraven in afzonderlijke perken. Alle Duitse gesneuvelden werden in 1956 overgebracht naar de Duitse militaire begraafplaats in Menen.

### Belgische militaire graven

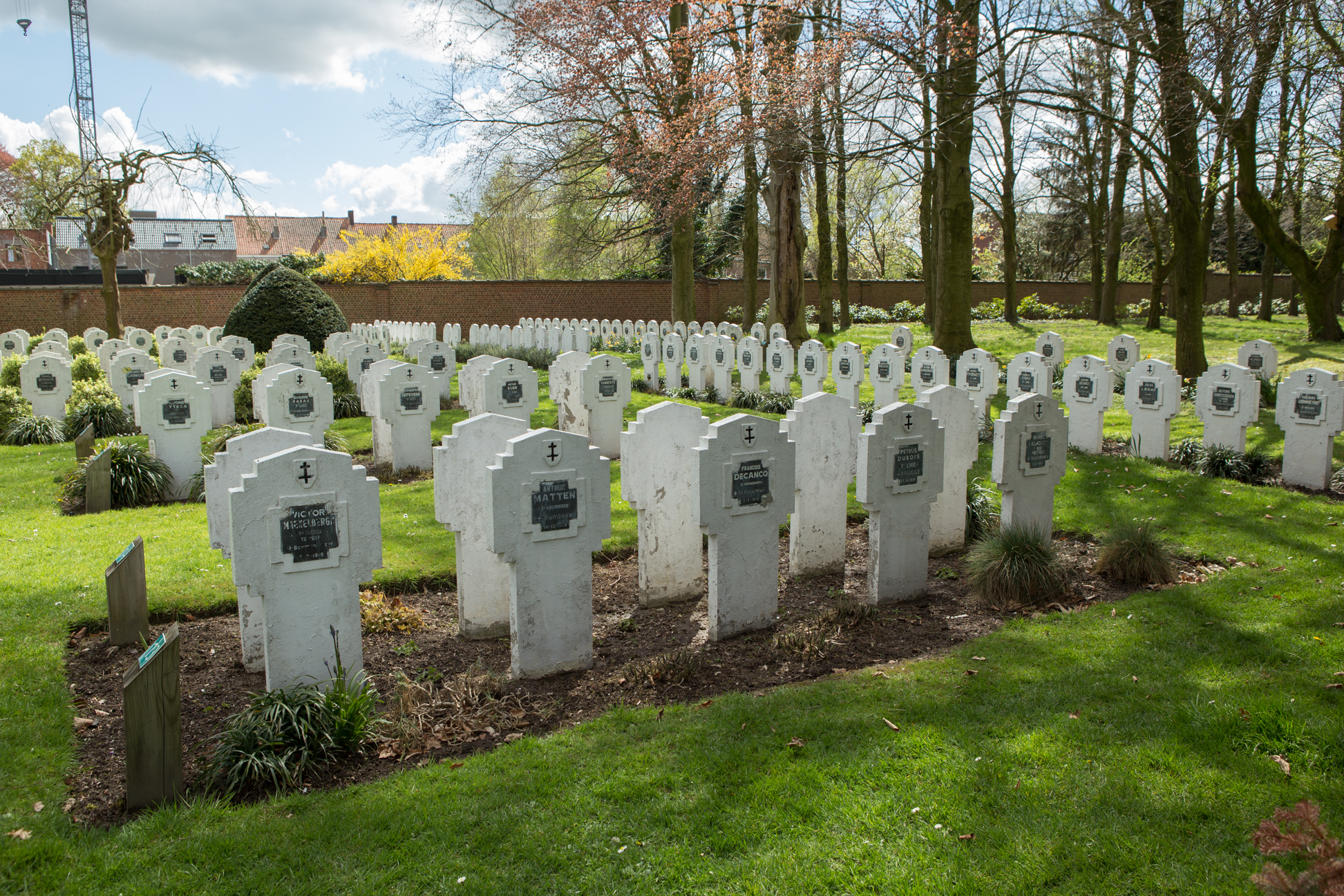
Belgische graven

Links van het hoofdpad, naast het Britse perk, ligt een Belgisch ereveld met militairen en burgers uit Roeselare die slachtoffers waren van het oorlogsgeweld uit een van de wereldoorlogen. Aan de voorkant van het perk staat een herdenkingsmonument voor de gesneuvelde soldaten uit de twee wereldoorlogen en ernaast staat een monument ter ere van de overleden oud-strijders.

### Franse militaire graven

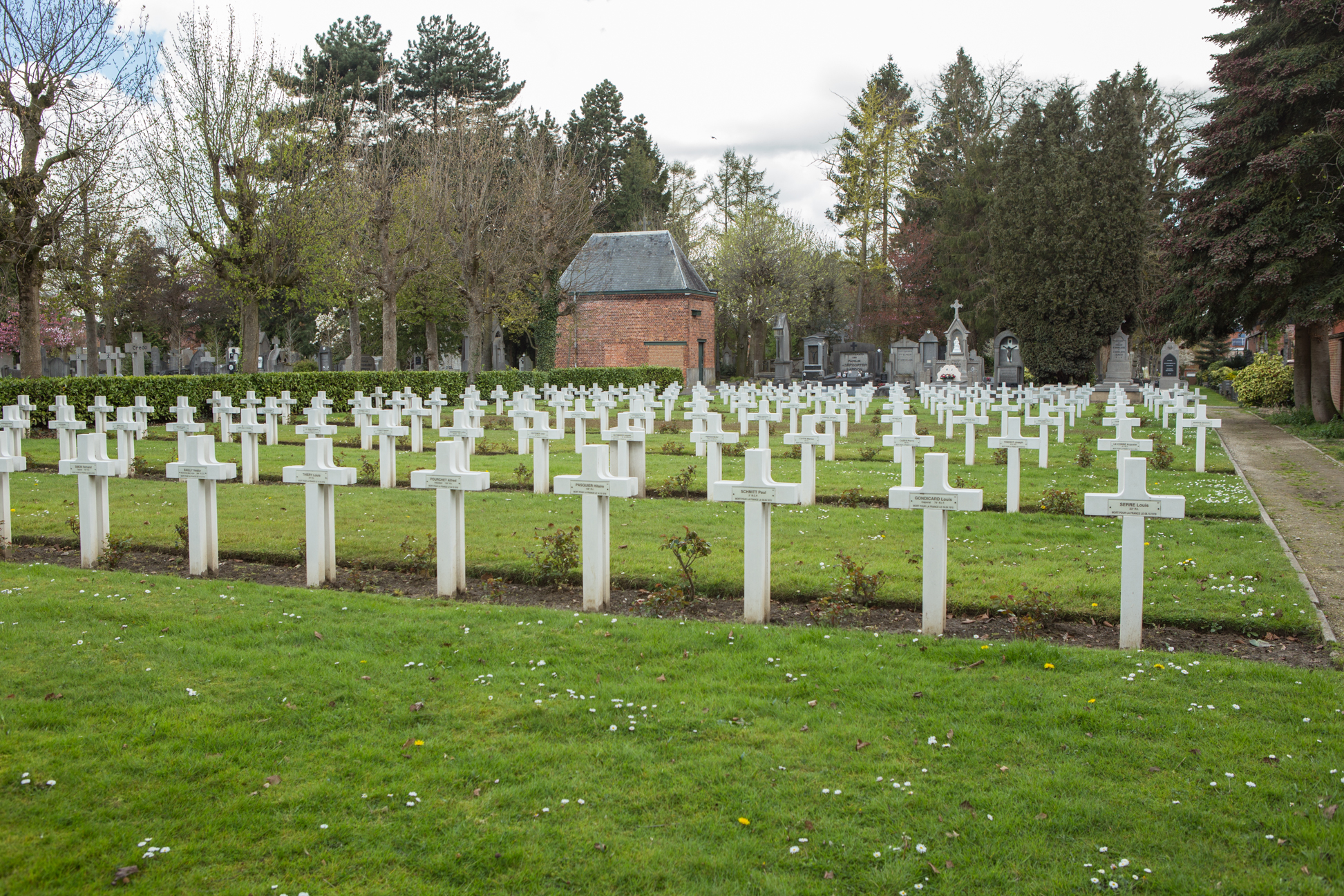
Frans militair perk

Aan beide zijden van het hoofdpad ligt een perk met Franse militairen. Voor het rechtse perk staat het grafmonument van Ferdinand le Hétet. Er ligt ook 1 Brits graf tussen de Franse graven. Voor het linkse perk staat een monument ter ere aan de bevrijders van de stad. Achteraan dit perk ligt een massagraf met 264 lichamen. In beide perken samen liggen meer dan 700 doden.

### Britse militaire graven
Links van het hoofdpad, tussen het Belgische en Franse militaire perk, ligt een Britse militair perk met 91 gesneuvelden uit de Eerste Wereldoorlog (waaronder 8 niet geïdentificeerde) en 7 uit de Tweede Wereldoorlog. Dit perk werd ontworpen door William Cowlishaw en heeft een rechthoekig grondplan, omringd door bomen en heesters. Het Cross of Sacrifice staat ongeveer centraal opgesteld en is geflankeerd door twee witte stenen rustbanken.
Er liggen 59 geïdentificeerde Britten, 25 Canadezen en 2 niet geïdentificeerde Fransen uit de Eerste Wereldoorlog. Eén Brit wordt herdacht met een Special Memorial omdat hij oorspronkelijk in Roulers German Cemetery begraven was maar waar zijn graf niet meer teruggevonden werd. Drie graven werden in 1936 vanuit de kerkhoven van Hooglede en Knokke overgebracht. De 7 Britten uit de Tweede Wereldoorlog sneuvelden tijdens de hevige gevechten om de terugtrekking van het Britse expeditieleger naar Duinkerke veilig te stellen.
De graven worden onderhouden door de Commonwealth War Graves Commission en zijn er geregistreerd onder Roeselare Communal Cemetery.

#### Onderscheiden militair
- Henry Grenville Bryant, kapitein bij de King's Shropshire Light Infantry werd onderscheiden met de Distinguished Service Order (DSO).

#### Alias
- soldaat Arthur Henry Hoare diende onder het alias Arthur H. Moare bij de Canadian Infantry.